# Coupe de France 1978/79
Der Wettbewerb um die Coupe de France in der Saison 1978/79 war die 62. Ausspielung des französischen Fußballpokals für Männermannschaften. In diesem Jahr meldeten 2.473 Vereine.
Nach Abschluss der von den regionalen Untergliederungen des Landesverbands FFF organisierten Qualifikationsrunden griffen im Zweiunddreißigstelfinale auch die 20 Erstligisten in den Wettbewerb ein. Die Spielpaarungen wurden für jede Runde frei ausgelost; allerdings besaßen die Vereine der höchsten Spielklasse das Privileg, im Zweiunddreißigstelfinale gesetzt zu sein und nicht aufeinandertreffen zu können. Sämtliche Begegnungen bis auf die erste landesweite Runde und das Endspiel (jeweils nur eine Begegnung auf neutralem Platz, ggf. mit Verlängerung und Elfmeterschießen zur Ermittlung des Siegers) wurden in Hin- und Rückspielen ausgetragen. Hatten dabei beide Mannschaften eine gleich hohe Zahl von Treffern erzielt, gewann diejenige, die auf dem Platz des Gegners mehr Tore geschossen hatte. Stand es auch hierbei gleich, wurde zunächst das Rückspiel verlängert und anschließend – sofern erforderlich – ein Elfmeterschießen durchgeführt.
Den Pokal gewann in diesem Jahr der FC Nantes; es war sein erster Gewinn dieser Trophäe. Zuvor hatten die Canaris – so bezeichnet wegen ihres gelben Dresses – in drei Endspielen gestanden (1966, 1970, 1973) und diese sämtlich verloren. Für Endspielgegner AJ Auxerre, bis Sommer 1980 noch Zweitdivisionär, begann mit dieser Finalteilnahme der Aufstieg in den Kreis der französischen Spitzenklubs, der bis ins 21. Jahrhundert fortdauerte.
Titelverteidiger AS Nancy scheiterte bereits im Achtelfinale an einem Zweitligisten. Für das Zweiunddreißigstelfinale hatten sich auch drei Klubs aus Frankreichs überseeischen Besitzungen qualifiziert, je einer aus Martinique (Good Luck Fort-de-France), Guadeloupe (La Gauloise Basse-Terre) und Französisch-Polynesien (CS Papeete). In die Runde der besten 32 Mannschaften schafften es lediglich zwei Amateurvereine (die Drittligisten ES La Rochelle und CS Thonon); dort kam für beide das Pokal-Aus, so dass die Profis ab dem Achtelfinale unter sich blieben.

## Zweiunddreißigstelfinale
Spiele am 10./11., Wiederholungsspiel am 21. Februar 1979; die jeweilige Spielklassenzugehörigkeit wird mit D1 oder D2 für die beiden Profiligen, D3 bzw. D4 für die landesweiten sowie DH („Division d’Honneur“) für die oberste regionale Amateurspielklassen angegeben.
| - Girondins Bordeaux D1 – EA Guingamp D2 1:0 - FC Metz D1 – FC Mulhouse D2 3:1 - Olympique Lyon D1 – AS Cannes D2 3:0 - Paris FC D1 – Entente Bagneaux-Fontainebleau-Nemours D3 5:1 - RC Lens D2 – Stade Laval D1 3:2 - FC Gueugnon D2 – Good Luck Fort-de-France DH 2:0 - AS Nancy D1 – AS Creil D3 8:2 - AS Saint-Étienne D1 – Saint-Pol-de-Léon DH 5:0 - AS Angoulême D2 – US Saintes D3 3:2 - Olympique Alès D2 – FC Sochaux D1 3:3 n. V. (4:3 i. E.) - US Valenciennes D1 – CS Papeete DH 12:0 - SR Saint-Dié D2 – SA Épinal D2 3:0 - Stade Quimper D2 – LB Châteauroux D2 3:1 n. V. - AS Monaco D1 – AS Muret D3 1:0 - Le Bourg-s.-La Roche D3 – Paris Saint-Germain D1 1:6 - RC Strasbourg D1 – CS Sedan D3 3:0 | - CS Thonon D3 – AS Béziers D2 2:1 - OGC Nizza D1 – INF Vichy D3 3:0 - FC Nantes D1 – AS Beauvais D4 8:0 - Stade Reims D1 – SM Caen D3 3:0 - AJ Auxerre D2 – AC Chaumont D2 4:2 n. V. - Gazélec FCO Ajaccio D2 – FC Sète D3 1:0 - SC Amiens D2 – FC Rouen D2 3:1 - SCO Angers D1 – Le Havre AC D3 1:0 - SEC Bastia D1 – Stade Brest D2 7:0 - RCFC Besançon D2 – Olympique Saint-Quentin D3 1:0 - ES La Rochelle D3 – Stade Saint-Brieuc D3 2:1 - Olympique Avignon D2 – Vauban Strasbourg D3 1:0 - OSC Lille D1 – Calais RUFC D3 2:0 - Olympique Marseille D1 – Sporting Toulon D2 3:1 - La Gauloise Basse-Terre DH – FC Martigues D2 2:3 n. V. (a) - Montpellier La Paillade SC D2 – Olympique Nîmes D1 1:1 (b), 1:1 n. V. (3:2 i. E.) |

## Sechzehntelfinale
Hinspiele am 9. bis 11., Rückspiele zwischen 23. und 25. März 1979
| - Girondins Bordeaux D1 – SEC Bastia D1 1:0, 0:2 - FC Metz D1 – AS Angoulême D2 0:2, 0:1 - Olympique Lyon D1 – Montpellier La Paillade SC D2 1:1, 0:3 - Paris FC D1 – SCO Angers D1 0:2, 0:0 - RC Lens D2 – AS Nancy D1 1:2, 3:3 - FC Gueugnon D2 – Olympique Alès D2 3:0, 1:2 - US Valenciennes D1 – RC Strasbourg D1 0:4, 1:3 - Stade Quimper D2 – AJ Auxerre D2 0:1, 0:0 | - AS Monaco D1 – Paris Saint-Germain D1 2:1, 4:1 - CS Thonon D3 – FC Nantes D1 1:1, 1:3 - OGC Nizza D1 – FC Martigues D2 1:0, 2:2 - SC Amiens D2 – OSC Lille D1 0:2, 0:3 - RCFC Besançon D2 – AS Saint-Étienne D1 1:2, 0:1 - ES La Rochelle D3 – Stade Reims D1 1:1, 1:2 - Olympique Avignon D2 – Gazélec FCO Ajaccio D2 4:1, 0:2 - Olympique Marseille D1 – SR Saint-Dié D2 3:1, 3:1 |

## Achtelfinale
Hinspiele am 12. und 13., Rückspiele am 17. April 1979
| - SEC Bastia D1 – RC Strasbourg D1 0:2, 1:4 - AS Nancy D1 – AS Angoulême D2 1:0, 0:3 - FC Gueugnon D2 – AS Saint-Étienne D1 3:0, 0:2 - AJ Auxerre D2 – Montpellier La Paillade SC D2 0:0, 2:0 | - FC Nantes D1 – OGC Nizza D1 2:1, 2:1 - OSC Lille D1 – AS Monaco D1 2:1, 3:1 - Stade Reims D1 – Olympique Avignon D2 1:1, 0:1 - Olympique Marseille D1 – SCO Angers D1 4:2, 2:1 |

## Viertelfinale
Hinspiele am 9., Rückspiele am 12. Mai 1979
| - AS Angoulême D2 – Olympique Avignon D2 1:0, 1:0 - FC Gueugnon D2 – RC Strasbourg D1 0:6, 0:2 | - AJ Auxerre D2 – OSC Lille D1 0:0, 2:1 - FC Nantes D1 – Olympique Marseille D1 3:1, 2:4 |

## Halbfinale
Hinspiele am 6., Rückspiele am 9. Juni 1979
| - AJ Auxerre D2 – RC Strasbourg D1 0:0, 2:2 | - FC Nantes D1 – AS Angoulême D2 6:2, 1:1 |

## Finale
Spiel am 16. Juni 1979 im Prinzenparkstadion in Paris vor 46.070 Zuschauern
- FC Nantes – AJ Auxerre 4:1 (1:1, 1:0) n. V.

### Mannschaftsaufstellungen
FC Nantes: Jean-Paul Bertrand-Demanes – Maxime Bossis, Patrice Rio (Raynald Denoueix, 85.), Henri Michel , Thierry Tusseau – Oscar Muller, Omar Sahnoun, Gilles Rampillon – Enzo Trossero (Bruno Baronchelli, 61.), Éric Pécout, Loïc Amisse
Trainer: Jean Vincent
AJ Auxerre: Maryan Szeja – Lucien Denis, Olivier Borel, Christian Roque, Jean-Paul Noël – Dominique Cuperly, Paul Brot, Serge Mesonès  – Josef Klose, Jean-Marc Schaer (André Truffaut, 78.), Philippe Delancray (Gérard Hallet, 106.)
Trainer: Guy Roux
Schiedsrichter: Michel Vautrot (Besançon)

### Tore
1:0 Pécout (11.)

1:1 Mesonès (49.)

2:1 Pécout (104.)

3:1 Muller (113.)

4:1 Pécout (120.)

### Besondere Vorkommnisse
Éric Pécout war der erste Spieler der Pokalgeschichte, dem drei Treffer in einem Endspiel gelangen; bis heute (2009) ist dies mit Jean-Pierre Papin (1989 mit Olympique Marseille) nur einem weiteren Endspielteilnehmer gelungen.
Für Nantes’ Jean Vincent war es nach 1953, 1955 und 1958 bereits der vierte Gewinn einer Coupe de France – allerdings sein erster als Trainer.
Vier Zweitdivisionäre unter den verbleibenden acht Viertelfinalisten hatte es in Frankreich seit 21 Jahren nicht mehr gegeben; und auch in Halbfinale und Endspiel stellten sie die Hälfte der Teilnehmer.